# Thailändische Badmintonmeisterschaft 2018
Die Thailändische Badmintonmeisterschaft 2018 fand vom 2. bis zum 7. Oktober 2018 in Nonthaburi statt.

## Medaillengewinner
| Disziplin    | Gold                                        | Silber                                 | Bronze                                         |
| ------------ | ------------------------------------------- | -------------------------------------- | ---------------------------------------------- |
| Herreneinzel | Sitthikom Thammasin                         | Kantaphon Wangcharoen                  | Adulrach Namkul                                |
| Herreneinzel | Sitthikom Thammasin                         | Kantaphon Wangcharoen                  | Setthanan Piyawatcharavijit                    |
| Dameneinzel  | Pornpawee Chochuwong                        | Nitchaon Jindapol                      | Supanida Katethong                             |
| Dameneinzel  | Pornpawee Chochuwong                        | Nitchaon Jindapol                      | Chananchida Jucharoen                          |
| Herrendoppel | Dechapol Puavaranukroh Kittinupong Kedren   | Nipitphon Puangpuapech Inkarat Apisuk  | Mek Narongrit Nanthakarn Yordphaisong          |
| Herrendoppel | Dechapol Puavaranukroh Kittinupong Kedren   | Nipitphon Puangpuapech Inkarat Apisuk  | Tanupat Viriyangkura Tinn Isriyanet            |
| Damendoppel  | Jongkolphan Kititharakul Rawinda Prajongjai | Chayanit Chaladchalam Kittipak Dubthuk | Jhenicha Sudjaipraparat Chasinee Korepap       |
| Damendoppel  | Jongkolphan Kititharakul Rawinda Prajongjai | Chayanit Chaladchalam Kittipak Dubthuk | Thanapim Kaweenuntavong Suphapich Silprakob    |
| Mixed        | Nipitphon Puangpuapech Savitree Amitrapai   | Parinyawat Thongnuam Kittipak Dubthuk  | Pakin Kuna-Anuvit Supissara Paewsampran        |
| Mixed        | Nipitphon Puangpuapech Savitree Amitrapai   | Parinyawat Thongnuam Kittipak Dubthuk  | Kittipong Imnark Natchpapha Chatupornkarnchana |